# Cayo Cangrejo
Cayo Cangrejo är en ö i Colombia.   Den ligger i departementet San Andrés och Providencia, i den nordvästra delen av landet, 1 300 km nordväst om huvudstaden Bogotá.